# Ronde van Spanje 2009/Twaalfde etappe
De twaalfde etappe van de Ronde van Spanje 2009 werd verreden op 11 september 2009. Het was een bergetappe over 179 kilometer van Almeria naar Alto de Velefique. Onderweg moesten er 4 cols beklommen worden. De etappe werd gewonnen door de Canadees Ryder Hesjedal. Ondanks het zwaar profiel van de rit, een aankomst bergop en een rustdag achter de rug werden er geen grote verschillen in het klassement geslagen. Alleen Robert Gesink en Ezequiel Mosquera toonden zich en namen zo enkele seconden terug.

## Uitslagen
| Uitslag etappe | Uitslag etappe     | Uitslag etappe            | Uitslag etappe    | Uitslag etappe |
| rang           | renner             | land                      | ploeg             | tijd           |
| -------------- | ------------------ | ------------------------- | ----------------- | -------------- |
| 1              | Ryder Hesjedal     | Vlag van Canada           | Garmin Slipstream | 5:34.30        |
| 2              | David García       | Vlag van Spanje           | Xacobeo-Galicia   | + 01"          |
| 3              | Robert Gesink      | Vlag van Nederland        | Rabobank          | + 06"          |
| 4              | Ezequiel Mosquera  | Vlag van Spanje           | Xacobeo-Galicia   | z.t.           |
| 5              | Damiano Cunego     | Vlag van Italië           | Lampre            | + 16"          |
| 6              | Alejandro Valverde | Vlag van Spanje           | Caisse d'Epargne  | z.t.           |
| 7              | Cadel Evans        | Vlag van Australië        | Silence-Lotto     | z.t.           |
| 8              | Ivan Basso         | Vlag van Italië           | Liquigas          | z.t.           |
| 9              | Tom Danielson      | Vlag van Verenigde Staten | Garmin-Slipstream | z.t.           |
| 10             | Samuel Sanchez     | Vlag van Spanje           | Euskaltel-Euskadi | z.t.           |

| Algemeen klassement | Algemeen klassement | Algemeen klassement       | Algemeen klassement    | Algemeen klassement |
| rang                | renner              | land                      | ploeg                  | tijd                |
| ------------------- | ------------------- | ------------------------- | ---------------------- | ------------------- |
|                     | Alejandro Valverde  | Vlag van Spanje           | Caisse d'Epargne       | 51u 12' 38"         |
| 2                   | Cadel Evans         | Vlag van Australië        | Silence-Lotto          | + 07"               |
| 3                   | Robert Gesink       | Vlag van Nederland        | Rabobank               | + 18"               |
| 4                   | Tom Danielson       | Vlag van Verenigde Staten | Team Garmin-Slipstream | + 51"               |
| 5                   | Ivan Basso          | Vlag van Italië           | Liquigas               | + 53"               |
| 6                   | Samuel Sanchez      | Vlag van Spanje           | Euskaltel-Euskadi      | + 1' 03"            |
| 7                   | Damiano Cunego      | Vlag van Italië           | Lampre                 | + 2' 13"            |
| 8                   | Ezequiel Mosquera   | Vlag van Spanje           | Xacobeo-Galicia        | + 2' 14"            |
| 9                   | Daniel Navarro      | Vlag van Spanje           | Astana                 | + 3' 53"            |
| 10                  | Joaquim Rodríguez   | Vlag van Spanje           | Caisse d'Epargne       | + 4' 01"            |

## Nevenklassementen
| Puntenklassement | Puntenklassement | Puntenklassement   | Puntenklassement  | Puntenklassement |
| rang             | renner           | land               | ploeg             | punten           |
| ---------------- | ---------------- | ------------------ | ----------------- | ---------------- |
|                  | André Greipel    | Vlag van Duitsland | Team Columbia-HTC | 99               |
| 2                | Tom Boonen       | Vlag van België    | Quick Step        | 75               |
| 3                | Borut Božič      | Vlag van Slovenië  | Vacansoleil       | 66               |

| Bergklassement | Bergklassement     | Bergklassement     | Bergklassement    | Bergklassement |
| rang           | renner             | land               | ploeg             | punten         |
| -------------- | ------------------ | ------------------ | ----------------- | -------------- |
|                | David Moncoutié    | Vlag van Frankrijk | Cofidis           | 86             |
| 2              | David De La Fuente | Vlag van Spanje    | Fuji-Servetto     | 72             |
| 3              | Javier Ramirez     | Vlag van Spanje    | Andalucía-CajaSur | 59             |

| Combinatieklassement | Combinatieklassement | Combinatieklassement | Combinatieklassement | Combinatieklassement |
| rang                 | renner               | land                 | ploeg                | punten               |
| -------------------- | -------------------- | -------------------- | -------------------- | -------------------- |
|                      | Alejandro Valverde   | Vlag van Spanje      | Caisse d'Epargne     | 18                   |
| 2                    | Cadel Evans          | Vlag van Australië   | Silence-Lotto        | 19                   |
| 3                    | Robert Gesink        | Vlag van Nederland   | Rabobank             | 21                   |

| Ploegenklassement | Ploegenklassement | Ploegenklassement   | Ploegenklassement | Ploegenklassement |
| rang              | ploeg             | land                | tijd              |                   |
| ----------------- | ----------------- | ------------------- | ----------------- | ----------------- |
|                   | Caisse d'Epargne  | Vlag van Spanje     | 153u 40' 10"      |                   |
| 2                 | Astana            | Vlag van Kazachstan | + 9' 43"          |                   |
| 3                 | Fuji-Servetto     | Vlag van Spanje     | + 12' 53"         |                   |

## Opgaves

### Niet meer gestart
- Tyler Farrar (Garmin Slipstream)
- Vitaliy Buts (Lampre)
- Linus Gerdemann (Team Milram)
- Marco Marcato (Vacansoleil)
- Alberto Fernández de la Puebla (Xacobeo-Galicia)

### Opgegeven
- José Luis Rubiera (Astana)
- Aleksandr Vinokoerov (Astana)
- Pierrick Fédrigo (Bbox Bouygues Télécom)
- Francesco Tomei (Lampre)
- Paul Martens (Rabobank)

1e etappe ·
2e etappe ·
3e etappe ·
4e etappe ·
5e etappe ·
6e etappe ·
7e etappe ·
8e etappe ·
9e etappe ·
10e etappe ·
11e etappe ·
12e etappe ·
13e etappe ·
14e etappe ·
15e etappe ·
16e etappe ·
17e etappe ·
18e etappe ·
19e etappe ·
20e etappe ·
21e etappe
Startlijst · Eindstanden · Afbeeldingen
 winnaars · rode trui · 
 puntenklassement · 
 bergklassement · 
 combinatieklassement · 
 jongerenklassement · 
 ploegenklassement · 
 strijdlust

 Belgische leiderstruidragers · etappewinnaars

 Nederlandse leiderstruidragers · etappewinnaars
1935 · 1936 · 1937 · 1938 · 1939 · 1940 · 1941 · 1942 · 1943 · 1944 · 1945 · 1946 · 1947 · 1948 · 1949 · 1950 · 1951 · 1952 · 1953 · 1954 · 1955 · 1956 · 1957 · 1958 · 1959 · 1960 · 1961 · 1962 · 1963 · 1964 · 1965 · 1966 · 1967 · 1968 · 1969 · 1970 · 1971 · 1972 · 1973 · 1974 · 1975 · 1976 · 1977 · 1978 · 1979 · 1980 · 1981 · 1982 · 1983 · 1984 · 1985 · 1986 · 1987 · 1988 · 1989 · 1990 · 1991 · 1992 · 1993 · 1994 · 1995 · 1996 · 1997 · 1998 · 1999 · 2000 · 2001 · 2002 · 2003 · 2004 · 2005 · 2006 · 2007 · 2008 · 2009 · 2010 · 2011 · 2012 · 2013 · 2014 · 2015 · 2016 · 2017 · 2018 · 2019 · 2020 · 2021 · 2022 · 2023 · 2024 · 2025